# Pytheus jugosus
Pytheus jugosus là một loài bọ cánh cứng trong họ Cerambycidae.